# اس‌ام‌اس بلاچر
اس‌ام‌اس بلاچر (به انگلیسی: SMS Blücher) یک کشتی بود که طول آن ۱۶۱٫۸ متر (۵۳۰ فوت ۱۰ اینچ) بود. این کشتی در سال ۱۹۰۸ ساخته شد.